# 20500 Avner
20500 Avner este o planetă minoră (asteroid), cu un diametru de 2,956 km, din centura de asteroizi. A fost descoperită pe 4 septembrie 1999 la Catalina Station⁠(d) de Catalina Sky Survey. 
Obiectul prezintă o orbită caracterizată de o semiaxă mare de 2,3061502 UAi, o excentricitate de 0,14, o înclinație de 5,28506 ° în raport cu ecliptica.